# Stazione di Bucine
La stazione di Bucine è una stazione ferroviaria posta a servizio dell'omonimo comune in provincia di Arezzo.
La gestione degli impianti è affidata a Rete Ferroviaria Italiana (RFI).

## Storia
La stazione fu aperta dalla Società per le strade ferrate romane il 16 marzo 1866, con l'apertura al traffico del tratto Montevarchi e Torricella.
Il fabbricato viaggiatori è lo stesso costruito nel 1866 che ha resistito ai disastri della seconda guerra mondiale. La biglietteria invece è stata chiusa negli anni 1990 mentre era presente un piccolo scalo merci privo di piano caricatore e magazzino merci.
Lo scalo veniva usato principalmente per il carico del pietrisco, destinato alle massicciate ferroviarie, estratto da una cava locale e trasportato presso i silos di carico, ancora oggi esistenti, attraverso una piccola galleria che si apre nella collina sopra all'attuale galleria ferroviaria in direzione nord. Inoltre veniva usato anche per il carico di scope d'erica, per il quale Bucine era uno dei principali esportatori al mondo.

## Caratteristiche

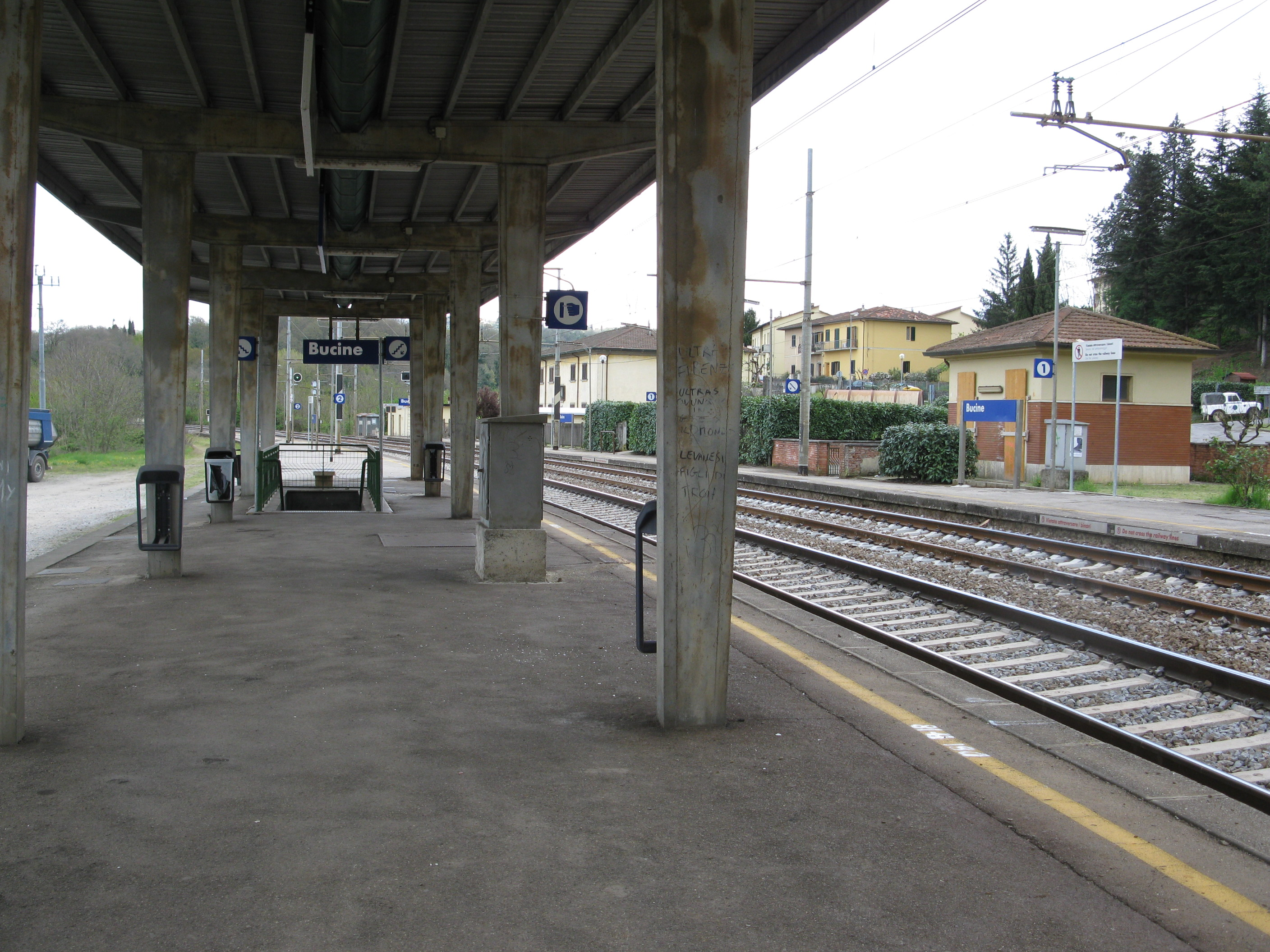
La pensilina del binario 2

La stazione dispone di due binari tutti e due di corsa. Il binario 1 si trova davanti al fabbricato viaggiatori ed è usato per i treni che vanno verso Nord (Firenze) mentre presso il binario 2 fermano i treni diretti a Sud (Arezzo, Chiusi). Il binario 2 è provvisto di una larga pensilina in metallo che copre gran parte della banchina e alcune panchine.
Nel fabbricato viaggiatori si trova la sala di attesa, dove è presente un monitor per visualizzare arrivi, partenze ed eventuali ritardi dei treni, sempre per quanto riguarda l'informazione al pubblico la stazione dispone di un altoparlante. All'esterno del fabbricato viaggiatori sul lato del binario 1 è installato un altro monitor sempre per la visualizzazione dei treni in arrivo e partenza e una erogatrice self-service di biglietti protetta dai fenomeni di vandalismo da una telecamera.
Nella fabbricato viaggiatori della stazione è presente una sezione locale dell'AVIS.
La stazione era provvista di servizi igienici ma sono stati chiusi a causa di fenomeni di vandalismo.
È presente un sottopassaggio.
La stazione è classificata bronze secondo i criteri di classificazione RFI.
La stazione è telecomandata dal Dirigente Centrale Operativo di Firenze Campo di Marte.

## Servizio viaggiatori
Fermano a Bucine alcuni treni regionali di Trenitalia controllata del gruppo Ferrovie dello Stato.
La linea in cui si trova la stazione fa parte del progetto Memorario.
Il traffico si presenta buono durante tutto l'arco della giornata, garantendo diversi collegamenti con treni regionali sia per Firenze sia per Arezzo e Chiusi, nei giorni feriali sono all'incirca 52 i treni che fanno fermata, mentre il numero di viaggiatori che ogni giorno frequenta la stazione è di circa 250 unità.

## Servizi
La stazione dispone di:
- Biglietteria self-service.
- Sottopassaggio.
- Fermata autolinee Etruria Mobilità.
- Sala d'attesa.
- Parcheggio auto.
- Parcheggio cicli e motocicli.